# Aleksander Patkowski
Aleksander Patkowski (ur. 4 marca 1890 w Ożarowie, zm. 22 marca 1942 w Auschwitz-Birkenau) – społecznik, podróżnik i pedagog. Zwany „ojcem regionalizmu polskiego”.

## Życiorys
Syn Leona i Heleny z Grodzkich. Od najmłodszych lat był silnie związany z Ziemią Sandomierską. W latach 1899–1904 ukończył progimnazjum w Sandomierzu, a następnie gimnazjum w Warszawie. Studiował polonistykę i łacinę we Lwowie oraz anglistykę w Krakowie. Po studiach wrócił do Sandomierza.
Już we wczesnej młodości przejawiał zamiłowania krajoznawcze. Często organizował piesze wycieczki po różnych okolicach kraju, podróżował też poza jego granice. Podczas studiów klasycystycznych w Sandomierzu brał udział w przedstawieniach teatralnych i odczytach literackich. Był współtwórcą prywatnego gimnazjum w Sandomierzu w 1915, do 1928 wykładał tam naukę o Polsce współczesnej. Uczniami Patkowskiego w sandomierskim gimnazjum byli m.in. Adam Bień, Franciszek Kamiński. W 1922 zorganizował kurs krajoznawczy dla nauczycieli szkół podstawowych, którego inicjatywa zaowocował powołaniem przez niego w 1923 Powszechnego Uniwersytetu Regionalnego im. Stanisława Konarskiego. Korespondował ze Stefanem Żeromskim, który potem przedstawił go jako Przełęckiego w dramacie Uciekła mi przepióreczka.
W latach 1923–1928 był jednym z dyrektorów Towarzystwa Urządzeń Szkolnych i Laboratoryjnych „Urania” w Warszawie. Jednocześnie wykładał naukę o Polsce współczesnej na Wyższych Kursach Nauczycielskich, których kierownictwo objął w 1927. W latach 1928–1939 pracował w Ministerstwie Wyznań Religijnych i Oświecenia Publicznego jako radca, był m.in. dyrektorem biblioteki tego Ministerstwa.
12 stycznia 1941 został aresztowany przez gestapo i po krótkim pobycie na Pawiaku wywieziony do obozu koncentracyjnego Auschwitz-Birkenau (więzień nr P9861), gdzie został zamordowany 22 marca 1942. Symboliczny grób znajduje się na Cmentarzu Katedralnym w Sandomierzu.
Pozostawił po sobie wiele publikacji. Do najważniejszych należą: książka Sandomierskie. Góry Świętokrzyskie (1938), praca Pamiętnik Świętokrzyski, publikacja Ruch regionalistyczny w Europie.

## Upamiętnienie
W 1990 powstał film dokumentalny pt. Aleksander Kazimierz Patkowski (1890–1942) – Twórca regionalizmu polskiego, w reżyserii Grzegorza Dybowskiego.
Od 1998 przyznawana jest Nagroda Bonum Publicum – Nagroda Miasta Sandomierza im. Aleksandra Patkowskiego.
W rodzinnym Ożarowie Miejsko-Gminny Ośrodek Kultury nosi imię Aleksandra Patkowskiego. Krótko po wojnie, na elewacji dawnej siedziby PTK w Sandomierzu wmurowano upamiętniającą go tablicę. Jest patronem sandomierskiego I Liceum Ogólnokształcącego i tamtejszego oddziału PTTK. Na pomniku Nauczycieli Ofiar Faszyzmu w Sandomierzu (ul. Armii Krajowej) zamieszczony jest fragment jego listu z obozu Auschwitz: Mogiły mojej nie znajdziesz... duchem jestem z Wami i każdą cząstką Ziemi Sandomierskiej.
20 października 2019 w Zamku Królewskim odbyła się uroczystość nadania Aleksandrowi Patkowskiemu Tytułu Honorowego Obywatela Miasta Sandomierza. Akt nadania tytułu odebrała jego córka, prof. Hanna Patkowska.

## Ordery i odznaczenia
- Złoty Krzyż Zasługi (30 kwietnia 1932)[4]
- Medal Niepodległości (23 grudnia 1933)[5]
- Złoty Wawrzyn Akademicki (5 listopada 1935)[6]